# Hybanthus decaryanus
Hybanthus decaryanus är en violväxtart som beskrevs av Joseph Marie Henry Alfred Perrier de la Bâthie. Hybanthus decaryanus ingår i släktet Hybanthus och familjen violväxter. Inga underarter finns listade i Catalogue of Life.